# Alarcón (kommunhuvudort)
Alarcón är en kommunhuvudort i Spanien.   Den ligger i provinsen Provincia de Cuenca och regionen Kastilien-La Mancha, i den centrala delen av landet, 170 km sydost om huvudstaden Madrid. Alarcón ligger 784 meter över havet och antalet invånare är 187.
Terrängen runt Alarcón är huvudsakligen platt. Alarcón ligger nere i en dal.  Trakten runt Alarcón är nära nog obefolkad, med mindre än två invånare per kvadratkilometer. Närmaste större samhälle är Motilla del Palancar, 17,2 km öster om Alarcón. Trakten runt Alarcón består till största delen av jordbruksmark.